# Leopold V. Habsburský
Leopold V. Habsburský (9. října 1586 Štýrský Hradec – 13. září 1632 Schwaz) byl rakousko-tyrolský arcivévoda, biskup pasovský a štrasburský.

## Rodina
Byl třetí ze čtyř přeživších synů arcivévody Karla II. a jeho ženy a zároveň neteře, bavorské princezny Marie Anny. Vyrůstal obklopen mnoha sourozenci, mezi nimiž byli pozdější císař Ferdinand II., polská a švédská královna Anna, španělská královna Markéta, polská královna Konstance, toskánská velkovévodkyně Marie Magdalena, nebo vratislavský biskup Karel.

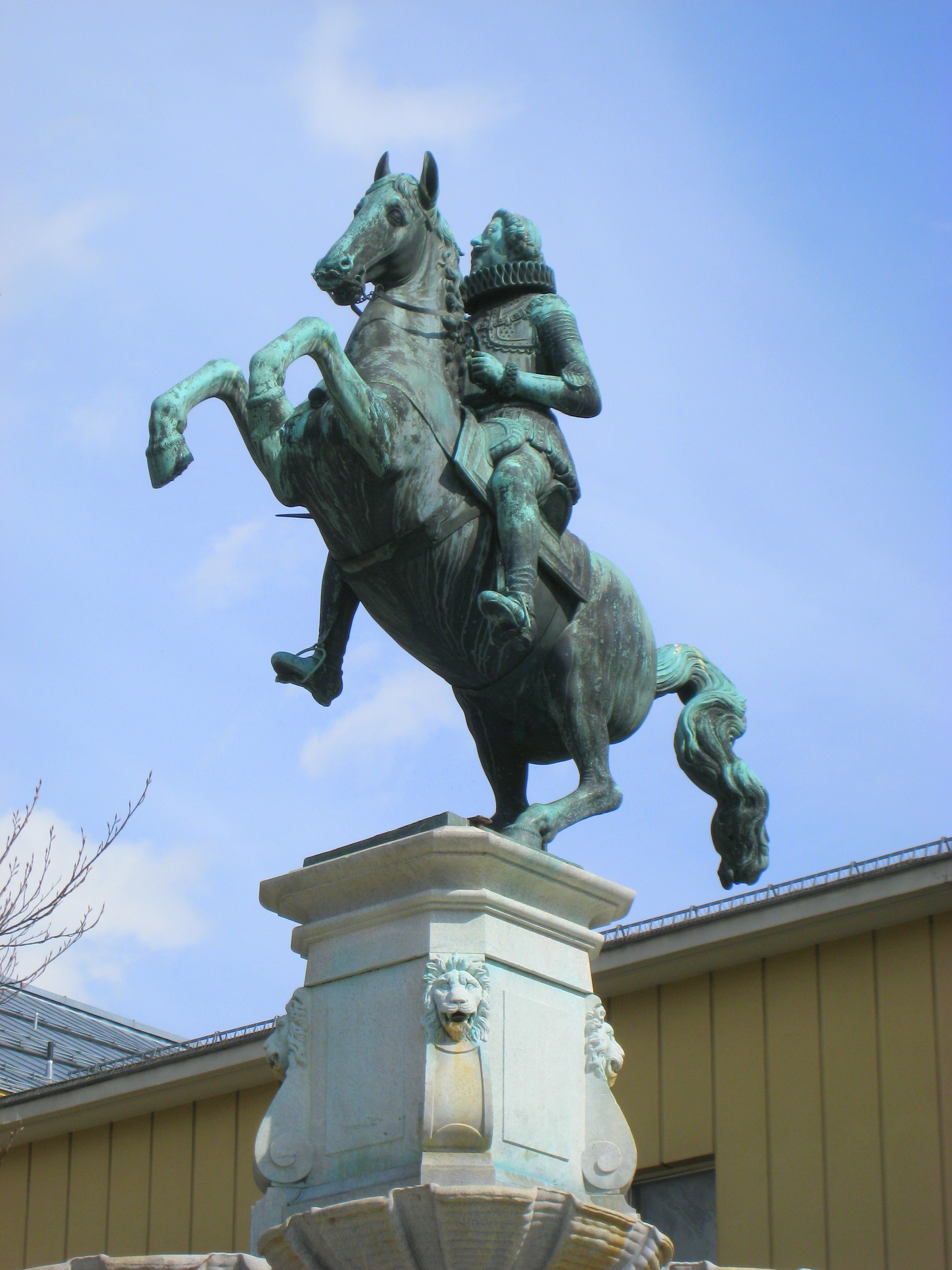
Jezdecká socha Leopolda v Innsbrucku

## Hodnosti
S Leopoldem se už od útlého mládí počítalo jako s duchovním a tak se ve svých 12. letech stal biskupem pasovským a o rok později koadjutorem ve štrasburské diecézi. Roku 1607 byl jmenován biskupem ve Štrasburku. Nikdy však nebyl vysvěcen na kněze ani na biskupa. V roce 1619 se stal místodržícím v Tyrolsku a Předních Rakousích. Roku 1623 získal vládu části Horních Rakous a o tři roky později se stal v těchto zemích dědičným pánem. Jako svého kancléře v Tyrolsku, si vybral Viléma Bienera, který v té době patřil mezi nejnadanější lidi. V innsbruckém jezuitském kostele, který nechal postavit se nachází hrobka, vybudovaná pro jeho rodinu.

## Politika
V politice se mu příliš nedařilo. Přikláněl se na stranu bratrance Rudolfa II. v jeho sporu s protestanty a roku 1611 se svými žoldnéři vtrhl do Prahy a Čech, které vyplenil. V roce 1609 byl neúspěšným kandidátem na místo císařského komisaře v Jülichu-Kleve. Od roku 1609 bojoval v rámci rakouské habsburské dynastie v Bratrském sporu proti svému bratranci Maxmiliánovi III., arcivévodovi Předních Rakous v Tyrolsku, a od roku 1611 za svého bratrance Rudolfa II. v Čechách. V letech 1620–1622 bojoval proti Švýcarskému spříseženstvu, se kterým se nakonec dohodl až v roce 1629. Roku 1632 se musel potýkat se švédskými vojsky v čele s Bernardem Sasko-Výmarským, který neúspěšně zaútočil na pevnost Ehrenberg na horním Rýně.

## Manželství a potomci
Po obdržení papežského dispenzu se oženil (1626) s mladou vdovou Klaudií Medicejskou. Z tohoto manželství se narodilo pět dětí.
- Marie Eleonora (1627–1629)
- Ferdinand Karel (17. května 1628 – 30. prosince 1662), rakouský arcivévoda, tyrolský hrabě, ⚭ 1646 Anna Medicejská (21. července 1616 – 11. září 1676)
- Isabella Klára (12. srpna 1629 – 24. února 1685), rakouská arcivévodkyně, ⚭ 1649 Karel III. Gonzaga (31. října 1626 – 14. srpna 1665), vévoda z Mantovy a z Montferratu
- Zikmund František (27. listopadu 1630 – 25. června 1665), rakousko-tyrolský velkovévoda, kníže-biskup augsburský, gurkským a tridentský, roku 1665 se zřekl svých církevních úřadů, ⚭ 1665 Hedvika Falcko-Sulzbašská (15. dubna 1650 – 23. listopadu 1681)
- Marie Leopoldina (6. dubna 1632 – 7. srpna 1649), ⚭ 1648 Ferdinand III. Habsburský (13. července 1608 – 2. dubna 1657), arcivévoda rakouský, císař římský, král český, uherský a chorvatský, markrabě moravský

## Vývod předků
|                         |                         |  |                       |                            |  |  |  |  |  |  |  | Maximilián I. Habsburský |
|                         |                         |  |                       |                            |  |  |  |  |  |  |  |                          |
|                         | Filip I. Sličný         |  |                       |                            |  |  |  |  |  |  |  |                          |
|                         |                         |  |                       |                            |  |  |  |  |  |  |  |                          |
|                         |                         |  |                       | Marie Burgundská           |  |  |  |  |  |  |  |                          |
|                         |                         |  |                       |                            |  |  |  |  |  |  |  |                          |
|                         | Ferdinand I. Habsburský |  |                       |                            |  |  |  |  |  |  |  |                          |
|                         |                         |  |                       |                            |  |  |  |  |  |  |  |                          |
|                         |                         |  |                       | Ferdinand II. Aragonský    |  |  |  |  |  |  |  |                          |
|                         |                         |  |                       |                            |  |  |  |  |  |  |  |                          |
|                         | Jana I. Kastilská       |  |                       |                            |  |  |  |  |  |  |  |                          |
|                         |                         |  |                       |                            |  |  |  |  |  |  |  |                          |
|                         |                         |  |                       | Isabela Kastilská          |  |  |  |  |  |  |  |                          |
|                         |                         |  |                       |                            |  |  |  |  |  |  |  |                          |
|                         | Karel II. Štýrský       |  |                       |                            |  |  |  |  |  |  |  |                          |
|                         |                         |  |                       |                            |  |  |  |  |  |  |  |                          |
|                         |                         |  |                       | Kazimír IV. Jagellonský    |  |  |  |  |  |  |  |                          |
|                         |                         |  |                       |                            |  |  |  |  |  |  |  |                          |
|                         | Vladislav Jagellonský   |  |                       |                            |  |  |  |  |  |  |  |                          |
|                         |                         |  |                       |                            |  |  |  |  |  |  |  |                          |
|                         |                         |  |                       | Alžběta Habsburská         |  |  |  |  |  |  |  |                          |
|                         |                         |  |                       |                            |  |  |  |  |  |  |  |                          |
|                         | Anna Jagellonská        |  |                       |                            |  |  |  |  |  |  |  |                          |
|                         |                         |  |                       |                            |  |  |  |  |  |  |  |                          |
|                         |                         |  |                       | Gaston II. de Foix-Candale |  |  |  |  |  |  |  |                          |
|                         |                         |  |                       |                            |  |  |  |  |  |  |  |                          |
|                         | Anna z Foix             |  |                       |                            |  |  |  |  |  |  |  |                          |
|                         |                         |  |                       |                            |  |  |  |  |  |  |  |                          |
|                         |                         |  |                       | Kateřina z Foix            |  |  |  |  |  |  |  |                          |
|                         |                         |  |                       |                            |  |  |  |  |  |  |  |                          |
| 'Leopold V. Habsburský' |                         |  |                       |                            |  |  |  |  |  |  |  |                          |
|                         |                         |  |                       |                            |  |  |  |  |  |  |  |                          |
|                         |                         |  | Albrecht IV. Bavorský |                            |  |  |  |  |  |  |  |                          |
|                         |                         |  |                       |                            |  |  |  |  |  |  |  |                          |
|                         | Vilém IV.               |  |                       |                            |  |  |  |  |  |  |  |                          |
|                         |                         |  |                       |                            |  |  |  |  |  |  |  |                          |
|                         |                         |  |                       | Kunhuta Habsburská         |  |  |  |  |  |  |  |                          |
|                         |                         |  |                       |                            |  |  |  |  |  |  |  |                          |
|                         | Albrecht V.             |  |                       |                            |  |  |  |  |  |  |  |                          |
|                         |                         |  |                       |                            |  |  |  |  |  |  |  |                          |
|                         |                         |  |                       | Filip I. Bádenský          |  |  |  |  |  |  |  |                          |
|                         |                         |  |                       |                            |  |  |  |  |  |  |  |                          |
|                         | Jakobea z Badenu        |  |                       |                            |  |  |  |  |  |  |  |                          |
|                         |                         |  |                       |                            |  |  |  |  |  |  |  |                          |
|                         |                         |  |                       | Alžběta Falcká             |  |  |  |  |  |  |  |                          |
|                         |                         |  |                       |                            |  |  |  |  |  |  |  |                          |
|                         | Marie Anna Bavorská     |  |                       |                            |  |  |  |  |  |  |  |                          |
|                         |                         |  |                       |                            |  |  |  |  |  |  |  |                          |
|                         |                         |  |                       | Filip I. Kastilský         |  |  |  |  |  |  |  |                          |
|                         |                         |  |                       |                            |  |  |  |  |  |  |  |                          |
|                         | Ferdinand I. Habsburský |  |                       |                            |  |  |  |  |  |  |  |                          |
|                         |                         |  |                       |                            |  |  |  |  |  |  |  |                          |
|                         |                         |  |                       | Jana I. Kastilská          |  |  |  |  |  |  |  |                          |
|                         |                         |  |                       |                            |  |  |  |  |  |  |  |                          |
|                         | Anna Habsburská         |  |                       |                            |  |  |  |  |  |  |  |                          |
|                         |                         |  |                       |                            |  |  |  |  |  |  |  |                          |
|                         |                         |  |                       | Vladislav Jagellonský      |  |  |  |  |  |  |  |                          |
|                         |                         |  |                       |                            |  |  |  |  |  |  |  |                          |
|                         | Anna Jagellonská        |  |                       |                            |  |  |  |  |  |  |  |                          |
|                         |                         |  |                       |                            |  |  |  |  |  |  |  |                          |
|                         |                         |  |                       | Anna z Foix a Candale      |  |  |  |  |  |  |  |                          |
|                         |                         |  |                       |                            |  |  |  |  |  |  |  |                          |